# Missratener Sohn
Missratener Sohn ist ein deutsches Rhythm-’n’-Noise-Projekt und das Pseudonym des Musikers Dennis Schnaithmann aus Hannover.

## Bandgeschichte
Missratener Sohn wurde 1993 in Hannover von Dennis Schnaithmann gegründet. Das Debütalbum Krankheit Zukunft erschien im Jahr 1997 bei KAFUEsysteme. Bis 2020 wurden 10 Alben, 5 Sampler-Beiträge und je ein Remix für KiEw und Xotox veröffentlicht. Live-Auftritte erfolgten in den Jahren 2005 und 2006 jeweils im Rahmen des Stahlklang-Festivals in Hamburg und im Jahr 2007 im Rahmen des Secret Garden Festivals in Hannover. Bei diesem Auftritt wurde das offizielle Video zu dem Album Maximum Hate gezeigt.

## Stil
Die Musik von Missratener Sohn ist rein elektronisch. Harte Beats, Noise-Elemente und reduzierte Melodiefragmente sollen eine bedrohliche, düstere Atmosphäre schaffen. Die Texte sind oft voller Hoffnungslosigkeit, Wut, Trauer und Tod. Der Maschinenpark wird hauptsächlich von den Roland Synthesizern JP-8000 und JD-800 dominiert. Die bei früheren Aufnahmen benutzten Yamaha SY-77, Waldorf Microwave und diversen Roland MC wurden mit der Zeit durch Softsynthesizer ersetzt. Mit diesen wiederum wird hauptsächlich der Waldorf PPG und Korg MS-20 nachgebildet.

## Diskografie
Alben
- Krankheit Zukunft (1997; KAFUEsysteme), CD
- I’m your God (2000; KAFUEsysteme), CD
- Kill me harder (2000; Eigenverlag), CDr
- Schrei nach Leben EP (2002; Eigenverlag) CDr
- SonarKiller (2004; KAFUEsysteme), CD
- Maximum Hate (2006; KAFUEsysteme), CD
- Absolute Breakout (2006; KAFUEsysteme), CDr
- Negative/Perfect (2008; KAFUEsysteme), CD
- Burn In Hate (2015; Eigenverlag), Download
- Blood in Blood out (2020; Eigenverlag), Download

Sampler-Beiträge
- e: Anus Power (1999; KAFUEsysteme), CD
- Triton Vol. 2: Death over Europe (2000; Triton), CD
- EXTREME sündenfall 3: Blutiges Kinderherz (2005; Upscene/Indigo), CD
- ORKUS Compilation 21: Der Tod kommt (2006; in Orkus 07/08), CD
- EXTREME störfrequenz 2: Infected (2008; Upscene/Indigo), CD

Remix-Versionen
- Remix Anstaltsordnung auf KiEw – Exit #72 (2005; SPV), CD
- Remix alone auf Xotox – Dokumentation 1: Ton (2006; proNoize), CD